# اندرو دالاس (بازیکن فوتبال)
اندرو دالاس (انگلیسی: Andrew Dallas؛ زادهٔ ۲۲ ژوئیهٔ ۱۹۹۹) بازیکن فوتبال اهل بریتانیا است.
از باشگاه‌هایی که در آن بازی کرده است می‌توان به باشگاه فوتبال رنجرز اشاره کرد.